# Secretaria d'Estat de Defensa
La Secretaria d'Estat de Defensa (SEDEF) és una secretaria d'estat d'Espanya depenent del Ministeri de Defensa. Col·labora amb el ministeri per a preparar, dirigir i desenvolupar la política econòmica establerta en el Pla Estratègic Conjunt i fomentar i coordinar la recerca sobre la defensa del país.

## Titular
L'actual titular de la Secretaria d'Estat de Defensa és Ángel Olivares Ramírez, des del 8 de juny de 2018. El secretari d'Estat de Defensa ostentarà la representació del Ministeri de Defensa, per delegació del ministre, en els casos en què aquest la hi encomani. El càrrec ha estat ocupat des de 1984 per:
- Eduardo Serra Rexach (1984-1987)
- Rafael de la Cruz Corcoll (1988-1991)
- José Miguel Hernández Vázquez (1991-1992)
- Antonio Flos Bassols (1992-1995)
- Juan Ramón García Secades (1995-1996)
- Pedro Morenés Eulate (1996-2000)
- Fernando Díez Moreno (2000-2004)
- Francisco Pardo Piqueras (2004-2007)
- Soledad López Fernández (2007-2008)
- Constantino Méndez Martínez (2008-2011)
- Pedro Argüelles Salaverría (2012-2016)
- Agustín Conde Bajén (2016-2018)[4][5]
- Ángel Olivares Ramírez (2018-)[6]

## Funcions
La Secretaria d'Estat de Defensa és l'òrgan superior del Departament al que li corresponen, a més de les competències que li encomana l'article 62 de la Llei 40/2015, d'1 d'octubre, de Règim Jurídic del Sector Públic, direcció, impuls i gestió de les polítiques d'armament i material, recerca, desenvolupament i innovació, industrial, econòmica, d'infraestructura, mediambiental i dels sistemes, tecnologies i seguretat de la informació en l'àmbit de la Defensa.
Així mateix contribuirà a l'elaboració i execució de la política de Defensa i exercirà les competències que li corresponguin en el planejament de la Defensa.

## Estructura orgànica
De la Secretaria d'Estat de Defensa depenen els següents òrgans directius:
- La Direcció general d'Armament i Material (DGAM): s'ocupa de la política d'armament i material. Té quatre subdireccions generals: Planificacií i Programes; Inspecció i Serveis Tècnics; Relacions Internacionals; i Tecnologia i Centres.[2]
- La Direcció general d'Afers Econòmics (DIGENECO): s'encarrega de la política financera i econòmica. Està formada per les següents subdireccions generals: Comptabilitat, Oficina Pressupostària,[2] i Gestió Econòmica i Contractació.[8] En depén també la Junta General d'Alienaments i Liquidadora de Material i s'adscriu el Fons Central d'Atencions Generals del Ministeri de Defensa.[9]
- La Direcció general d'Infraestructura (DIGENIN): s'encarrega de la política d'infraestructures. En depenen les Subdireccions de Planificació i Control, de Patrimoni i de Tipificació i Supervisió més el Servei Militar de Construccions i el Laboratori d'Enginyers de l'Exèrcit i com a adscrita la Gerència d'Infraestructura.[9]
- El Centre de Sistemes i Tecnologies de la Informació i les Comunicacions

Com a òrgans de suport, assessorament i assistència immediata al Secretari d'Estat de Defensa, existeixen un Gabinet i un Gabinet Tècnic.

### Organismes adscrits
Està adscrit a la Secretaria d'Estat de Defensa l'organisme autònom Institut Nacional de Tècnica Aeroespacial «Esteban Terradas» (INTA).
Depèn de la Secretaria d'Estat de Defensa la Junta d'Alienació de Béns Mobles i Productes de Defensa.